# Distrikt Amuru
Amuru ist ein Distrikt im Norden von Uganda. Er ist nach seinem administrativen Zentrum, der Stadt Amuru, benannt. Der Distrikt ist überwiegend ländlich und verfügt trotz seiner Größe über keine asphaltierten Straßen.

## Geografie
Amuru wird im Norden vom Distrikt Adjumani, im Nordosten vom Distrikt Lamwo und dem Südsudan, im Osten vom Distrikt Gulu, im Süden vom Distrikt Nwoya, im Südwesten vom Distrikt Nebbi und im Westen vom Distrikt Arua begrenzt. Die Hauptstadt des Distrikts ist Amuru, welche etwa 60 Kilometer (per Straße) nordwestlich von Gulu liegt, der größten Stadt der Region. Der Distrikt ist Teil des Acholilands.

## Geschichte
Der Distrikt Amuru wurde 2006 durch das ugandische Parlament gegründet, vorher war er Teil des Distrikts Gulu. Der Distrikt Nwoya wurde 2010 vom Distrikt Amuru abgetrennt. 
Die Stadt Atiak im Distrikt Amuru wurde am 20. April 1995 Schauplatz des Atiak-Massakers, bei dem Rebellen der Lord’s Resistance Army etwa 300 Acholis erschossen.

## Demografie
Im Jahr 1991 betrug die Anzahl der Einwohner im Distrikt Amuru 88.700, im Jahr 2002 hatte er 135.700 Einwohner. Die Bevölkerungszahl wuchs anschließend um jährlich etwa 2,8 % und stieg bis 2012 auf 178.800 Einwohner an.